# Manuel Curros Enríquez

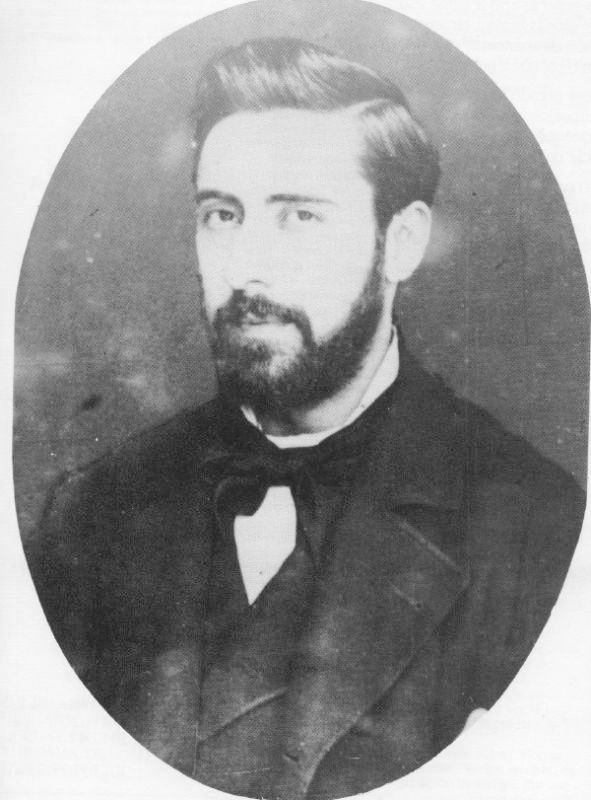
portret van Manuel Curros Enríquez.

Manuel Curros Enríquez (Celanova, 15 september 1851 – Havana, 7 februari 1908) was een Spaans schrijver en journalist.

## Biografie
Manuel kon slecht met zijn vader overweg en op 16-jarige leeftijd liep hij weg van huis. Hij vertrok naar Madrid waar hij rechten studeerde en een tijd lang bij zijn broer Ricardo woonde.
Na de Spaanse Septemberrevolutie van 1868 begon Manuel te schrijven over zijn politieke ideeën. Hij leerde Modesta Luisa Polonia Vázquez Rodríguez kennen en kreeg met haar een zoon in 1873 en trouwde daarna in 1877.
Hij verhuisde naar Ourense en in 1880 publiceerde hij de dichtbundel Aires da minha terra (in het Nederlands: Luchten van mijn land. De bisschop van Ourense, Cesáreo Rodríguez klaagde hem vervolgens aan wegens het uitdragen van heidense ideeën en blasfemie. Een deel van de uitgave werd daarna op rechterlijk bevel vernietigd.
In 1894 emigreerde hij naar Havana, waarschijnlijk vanwege een conflict met zijn familie of zijn professionele omgeving. In Havana richtte hij de krant “La Tierra Gallega” (Het Galicisch land) op. In 1904 keerde hij tijdelijk terug naar A Coruña waar hij door aanhangers van het regionalisme als een held wordt onthaald.
Hij vertrok echter opnieuw naar Cuba, en stierf daar ten slotte in 1908, zijn stoffelijke resten werden later terug naar Galicië gebracht.
Manuel Curros Enríquez was vrijdenker, liberaal en democraat. Hij schreef aanvankelijk zowel in Castiliaans als in het Galicisch, maar na zijn vertrek naar Ourense schreef hij voornamelijk in het Galicisch. Hij was de eerste Galicische schrijver die met sociaal engagement schreef over de problemen van zijn volk en het sociale onrecht. Manuel Curros Enríquez wordt beschouwd als een van de belangrijkste figuren in de literaire geschiedenis van Galicië (Spanje).